# Юшков, Александр Иванович
Александр Иванович Юшков 1-й (1773 — 24 июня 1859, Пенза) — русский генерал, участник Наполеоновских войн.

## Биография
Родился в Хлынове в 1773 году в семье прокурора Вятской провинции Ивана Осиповича Юшкова (1738—1811) и Натальи Ипатьевны Полянской (1749—1815). У него было  6 сестёр и 4 брата: гвардии капитан Николай (1777—1828), полковник Иван Иванович (1784—?), шталмейстер, художник-анималист Осип (Иосиф) Иванович (1788—1849), полковник Владимир Иванович (1789—1869).
На службу Юшков поступил подпрапорщиком 23 января 1792 года в лейб-гвардии Преображенский полк и, прослужив в полку нижним чином, 22 декабря 1798 года был произведён в прапорщики и в 1800 году — в поручики.
В 1807 году он был в заграничном походе в Пруссии, где в мае сражался под Гейльсбергом, после чего вернулся через Тильзит в Россию.
Произведённый 12 февраля 1810 года в полковники и назначенный 7 октября того же года командиром батальона Преображенского полка, Юшков в 1812 году принял участие в Отечественной войне и в августе сражался с французами при Бородине (награждён орденом Св. Анны 2-й степени).
В 1813 году, перейдя границу России, он сражался в апреле и мае при Лютцене и Бауцене (орден Св. Владимира 3-й степени), затем, по выступлении войск через Богемию в Саксонию, находился в боях при Пирне и в кровопролитном сражении под Кульмом, где вдвое сильнейший враг был наголову разбит русскими, причём французы потеряли 80 орудий, два обоза и 10 тысяч пленными, среди которых находился Вандам. 15 сентября 1813 года произведён за отличие при Кульме в генерал-майоры (со старшинством от 16 августа), 28 сентября назначен шефом Якутского полка и затем был (с 8 января 1814 года) бригадным командиром (2-й бригады) 9-й пехотной дивизии. В октябре Юшков бился под стенами Лейпцига, в декабре участвовал в блокаде крепости Майнц со стороны Рейна.
В середине января 1814 года Юшков переправился через Рейн и вступил во французские владения, где принял участие в боях при Бриенне, Ла-Ротьере (алмазные знаки к ордену Св. Анны 2-й степени), Этоже и Шампобере. Отступив в феврале к Шалону, он преследовал неприятеля через Седан за Сену, после чего сражался при Нельи, Суассоне и Лаоне. В марте Юшков был в сражениях у села Вертио, в монмартрском предместье Парижа, при занятии его русскими и покорении города и крепости Сенделии.
В 1815 году после взятия Парижа русскими войсками был назначен губернатором (комендантом) Парижа.
После окончания кампании Юшков вернулся в Польшу, откуда в 1815 году был снова послан во Францию в отдельный корпус. Пробыв там три года в составе российского Оккупционного корпуса, он вернулся в Россию в 1818 году. За это время Юшков командовал 2-й бригадой 27-й пехотной дивизии, 21 марта 1816 года назначен состоять при начальнике 9-й пехотной дивизии.
22 февраля 1819 года Юшков назначен командиром 2-й бригады 15-й пехотной дивизии (в 1820 году переименована в 8-ю пехотную) и с 8 июня 1821 года 3-й бригадой 15-й пехотной дивизии. Назначенный 24 октября 1824 года дивизионным начальником 5-й пехотной дивизии, Юшков 22 августа 1826 года за отличие по службе был произведён в генерал-лейтенанты.
Во время Турецкой кампании 1828—1829 годов Юшков, командуя 7-й пехотной дивизией (с 14 апреля по 4 октября 1829 года), находился в августе при блокаде Силистрии, после чего, оставив наблюдательный корпус при крепости, отступил через Каургу и Енибазар на позиции к крепости Шумле, где под главным начальством генерала Дибича разбил турок 30 мая 1829 года в битве у деревни Кулевчи.
Отсюда русские решили перейти Балканы. Имея это в виду, они оставили лагерь у Шумлы и, направившись через Девно, приблизились в начале июля к реке Камчик, где дали сражение, во время которого Юшков был контужен ядром в левый бок. Переправившись через реку и разгромив укрепленный лагерь у деревни Дервиш-Джеван, Юшков, следуя в авангарде по Балканским горам, прибыл 10 июля к крепости Месемврии, где оборонялся двухбунчужный паша Осман.
По сдаче крепости Юшков выступил с дивизией через Айдос и участвовал в деле при селе Сливии, после чего, следуя через Ямболь, подошёл 4 августа к Адрианополю, который 8 августа был взят русскими. После падения города Юшков оставил Адрианополь и направился к Бургасу, где и оставался до окончания военных действий с Турцией.
23 октября 1835 года Юшков был уволен в отставку и награждён мундиром и пенсией полного оклада.
Заслуги Юшкова на военном поприще и храбрость и мужество, проявленные им в многочисленных боях, в которых он участвовал, были отмечены многими орденами: св. Георгия 4-й степени (12 декабря 1824 г., № 3792 по списку Григоровича — Степанова), св. Владимира 2-й и 3-й степени, св. Анны 1-й и 2-й степени с алмазами. Кроме того, он имел золотую шпагу, украшенную алмазами, с надписью «За храбрость», серебряные медали в память 1812 г., за взятие Парижа, за Турецкую кампанию 1828—1829 гг. и знак отличия беспорочной службы за XXV лет, а также ряд иностранных наград, среди которых и Кульмский крест.
Поселился в Пензе, где и умер. Похоронен там же на кладбище Спасо-Преображенского мужского монастыря.

## Семья
Жена — Софья Константиновна Балачан, дочь греческого купца из Бухареста, в 1-м браке была за подполковником Коноваловым. Дети:
1. Александр Александрович (30.08.1821—?)
2. Надежда Александровна (10.04.1823—?)
3. Владимир Александрович (10.10.1826—?), надворный советник (1882), был женат на Варваре Ивановне N.
4. Константин Александрович (11.09.1832—26.05.1905, Казань), коллежский секретарь. Устроил фабрику в принадлежавшем ему селе Константиновском Малмыжского уезда, долгое время служил в Казани гласным и мировым судьёй[5]. С 30 января 1879 года был женат на Ольге Петровне Булгаковой, бывшей жене статского советника Владимира Владимировича де Бособр. В Казани на улице Театральной сохранился дом четы Юшковых[5].